# Ленчишко войводство
Ленчишкото войводство (на полски: Województwo łęczyckie, на латински: Palatinatus Lanciciensis) е административно-териториална единица в състава на Полското кралство и Жечпосполита. Административен център е град Ленчица.
Войводството е създадено през XIV век като резултат от преобразуването на Ленчишкото княжество. Административно е поделено на три повята – Ленчишки, Бжежински и Орловски. В Сейма на Жечпополита е представено от петима сенатори и четирима депутати.
При втората подялба на Жечпосполита (1793) територията на войводството е анексирана от Кралство Прусия.